# Goizeko Izarra
El Goizeko - Izarra (estrella de la mañana) fue un yate de vapor de la Segunda Guerra Mundial y la mayor unidad de recreo de España por entonces.

## Historia
De 1.266 t. de desplazamiento, quinto del mismo nombre, que había poseído sucesivamente Ramón de la Sota, vi marqués de Llano y que su hijo D. Ramón de la Sota Aburto puso a disposición de la Cruz Roja Internacional y bajo la protección de la Flota de Su Majestad Británica, empezó a evacuar personal civil de Bilbao a Francia el 5 de mayo de 1937. El segundo viaje tuvo lugar el 16 y el tercero el 20.
Después fue vendido al súbdito inglés Mr. Owen, el cual lo rebautizó con el nombre de Warrior y accedió el 11 de junio de 1937 a que diera el cuarto viaje, ya con bandera británica.
El quinto y último, lo dio el día 19, bajo la directa protección de destructores de la Royal Navy. Este magnífico buque durante la Segunda Guerra Mundial fue habilitado como patrullero y hundido por la aviación alemana a 10 millas de Portland Bill.
- Datos: Q123023256